# Burgemeester Boijensbos
Het Burgemeester Boijensbos is een bosgebied in Eygelshoven.
Het gebied behoorde oorspronkelijk tot de hoeve Laethof en lag in het Waubacherveld. Tot het gebied behoorde het Schouffertsbos of Schovensbos, dat er het westelijk deel van uitmaakte. Tijdens de Eerste Wereldoorlog (1914-1918) werd het grotendeels gekapt en later herplant. Hierbij speelde burgemeester H.J. Boijens een belangrijke rol. In 1969 werd het bosgebied naar hem vernoemd.